# Eduard Morres
Eduard Otto Morres, (n. 15 iunie 1884, Brașov – d. 7 februarie 1980, Codlea) a fost un pictor, topograf artistic al Transilvaniei.

## Biografie
După bacalaureat în anul 1903 a urmat Academia de Desen din Budapesta, Facultatea de Artă din Weimar și München (1904-1908) și a trăit un an la Paris (1909/1910).
Reîntors în Transilvania, în anul 1912 își deschide prima expoziție proprie, urmată de ecouri favorabile. Pe lângă picturi, Morres a lăsat ca specialist contribuții prețioase la topografia artistică a Transilvaniei săsești. În monografia Țarii Bârsei, apărută în mai multe volume, descrie bisericile săsești din Țara Bârsei.
A lăsat în urmă peste 2.000 de picturi, aflate astăzi în proprietate privată sau în muzee (Brașov, Sibiu, București).
Eduard Morres a murit la vârsta înaintată de 95 de ani în Codlea. Moștenirea sa a lăsat-o parohiei evanghelice din Codlea, care în cinstea acestuia a instituit Fundația Eduard-Morres.

### Galerie imagini

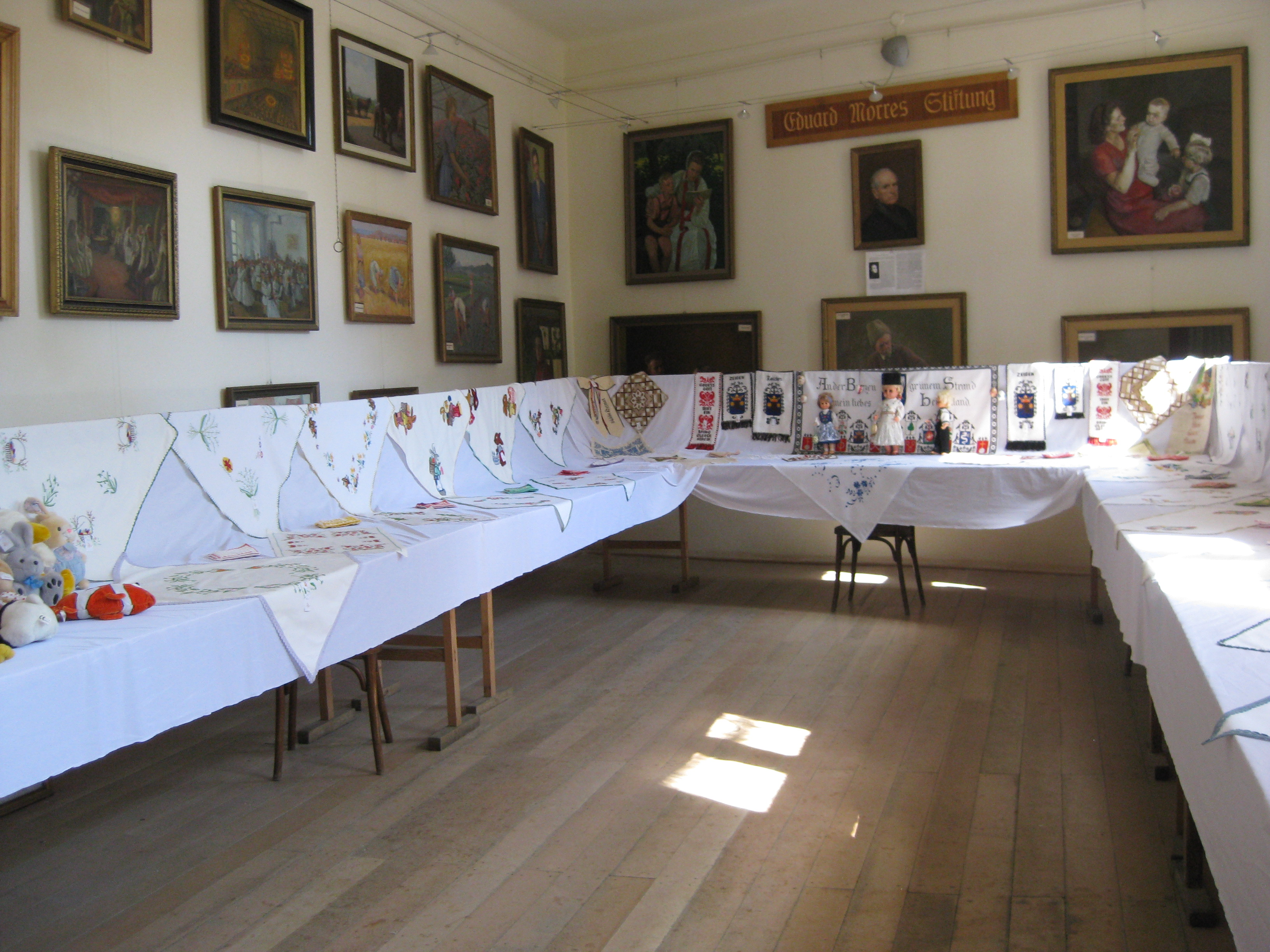
Expoziția fundației Eduard Morres din Codlea

### Scrieri
- Eduard Morres: Getrennte Wege. In: Karpatenrundschau (Brașov), 7/35, 30.8.1974, p. 5.
- Eduard Morres: Mein Lebensweg, 1974. (tiposcript).
- Eduard Morres, Helfried Weiss, Harald Meschendörfer: Hans Eder - 90 Jahre seit seiner Geburt. In: Karpatenrundschau (Brașov), 6/16, 20.4.1973, p. 8-9.
- Eduard Morres: Vincent van Gogh. In: Volk und Kultur (București), 20/5, 1968, p. 35-36.
- Eduard Morres: Eduard Morres, Maler. Daten für das Künstlerlexikon. Dezember 1947, 24 p. (manuscris).
- Eduard Morres: Selbstzeugnis (Credo). In: Aus Kronstädter Gärten, 1930. (Brașov), Editura Johann Gött, 1930, p. 195-196.
- Eduard Morres: Tagebücher. Chronik und andere Aufzeichnungen, begonnen i. J. 1910. Heft I- XXIX. (20.VI.1910-20.V.1978, es fehlen d. Hefte III und XIV). Jurnale de zi și alte însemnări, începute în 1910. Caiet I-XXIX, 20.VI.1910-20.V.1978, lipsesc caietele III și XIV.

### Monografii, Cataloage
- Mihai Nadin: Pictori din Brașov. Meridiane, București 1975.
- Brigitte Stephani: Eduard Morres. Ein siebenbürgischer Künstler (1884-1980). Monografie. 216 pag.: 113 reprod. München, Heidelberg 2006. ISBN 3-929848-57-0
- Brigitte Stephani: Reflexe in Licht und Schatten. Eduard Morres als Bote der Freilichtmalerei. Katalog zur Ausstellung. München 2014. 55 S.: 6 Abb., 20 Tafeln / Reflexe prin lumină și umbră. Eduard Morres ca mesager al picturii pleinair. Catalogul expoziției (München 2014). 55 pag., 26 reproduceri. ISBN 978-3-927977-36-5

### Periodice (studii, articole)
- Brigitte Stephani: Der Rhythmus einer Landschaft. Zu den Tagebüchern von Eduard Morres. In: Forschungen zur Volks- und Landeskunde. Editura Academiei Române (București), vol. 49/2006, p. 73-80.
- Gudrun-Liane Ittu: Eduard Morres - Maler von europäischem Format.[4] In: Siebenbürgische Zeitung (München), 14.9.2006.
- Brigitte Nussbächer (= Brigitte Stephani): Die Nähe der siebenbürgischen Landschaft.  Zum 25. Todestag des Zeichners und Malers Eduard Morres.[5] In: Siebenbürgische Zeitung (München), 55/5,31.3.2005, p.5.
- Doina Udrescu: Deutsche Kunst aus Siebenbürgen in den Sammlungen des Brukenthalmuseums Hermannstadt (1800-1950). 1. Band: Malerei, Plastik. Sibiu, 2003. Despre Eduard Morres p. 89, 195-196.
- Brigitte Nussbächer (= Brigitte Stephani): "Ein Wald wie ein Dom". Zu den Zeichnungen von Eduard Morres. In: Neue Kronstädter Zeitung (München), 18/1, 26.3.2002, p. 6-7.
- Marius Joachim Tǎtaru: Eduard Morres - der kompromisslose Traditionalist. În: Siebenbürgische Zeitung (München), 44/9, 15.06.1994, p. 10.
- Rohtraut Wittstock-Reich: Einen Platz in den Heimen seiner Landsleute gefunden. Sieben Jahrzehnte der Malerei gewidmet. Nach einem Besuch bei Eduard Morres notiert. În: Brigitte Stephani (ed.): Sie prägten unsere Kunst. Studien und Aufsätze. Ed. Dacia, Cluj-Napoca 1985, p. 217-219.
- Brigitte Stephani: Zum 100. Geburtstag von Eduard Morres. În: Tribuna României (București), 13/271, 01.07.1984, p. 14.
- Brigitte Nussbächer (= Brigitte Stephani): Harmonische Einheit. Die Stiftung Eduard Morres. In: Volk und KUltur (București), 23/9, 1981, p. 18-19
- Franz Storch: Eduard Morres öffnet sein Malerkästchen... Aufzeichnungen von einem letzten Gespräch. In: Volk und Kultur (București), 32/3, 1980, p. 12-15.
- Claus Werner (= Claus Stephani): Klares Fundament. Gedanken zu Eduard Morres. In: Neue Literatur (București), 31/4, 1980, p. 113-114.
- Rolf Schuller: Eduard Morres. Der Maler des Burzenlandes 85 Jahre alt. In: Hermannstädter Zeitung (Sibiu), 2/75, 13.6.1969, p. 7.
- Elisabeth Axmann: Bild der Heimat. Zum achtzigsten Geburtstag des Malers Eduard Morres. In: Neuer Weg (București), 16/4700, 12.6.1964, p. 4.
- Claus Stephani: Besuch bei Eduard Morres. (Vizită de atelier.) În: Neue Literatur (București), 15/3, 1964, p. 147.
- I. Al. Bran-Lemeny: Pictura lui Eduard Morres. În: Brașovul Literar, iunie 1933, p. 118.
- I. Al. Bran-Lemeny: Pictorul Eduard Morres. În: Brașovul Literar, aprilie 1933, p. 92.
- Erhard Antoni: Die Kunst Eduard Morres'. Zu seiner Kronstädter Ausstellung. In: Kronstädter Zeitung (Brașov), 94/259, 1930, p. 5.
- (-) Brăniștean: Interesantâ expoziție a d-lui Eduard Morres. In: Adevărul, 10.12.1920.